# قلمرو بودژالا
قلمرو بودژالا (به لاتین: Budjala Territory) یک منطقهٔ مسکونی در جمهوری دموکراتیک کنگو است که در سود-اوبانگی واقع شده‌است.